# Didymocarpoideae
Didymocarpoideae (D. Don) Arn., 1832 è una sottofamiglia di piante angiosperme appartenenti alla famiglia Gesneriaceae.

## Etimologia
Il nome della sottofamiglia deriva da un suo genere (Didymocarpus Wall., 1819, tribù Trichosporeae) la cui etimologia è formata da due parole greche: "didymo" (= due, doppio) e "carpus" (= frutta) e fa riferimento alla frutta a copie delle specie di questo genere. Il nome scientifico è stato definito per la prima volta dal botanico scozzese David Don (1799 – 1841) perfezionato successivamente dal botanico scozzese George Arnott Walker (1799 – 1868) nella pubblicazione "The Enciclopedia Britannica. Edinburgh - Ed. 7, 5: 121. 9 Mar 1832" del 1832.

## Descrizione

### Portamento
Il portamento delle specie di questa sottofamiglia è erbaceo perenne o arbustivo o (raramente) annuale. Le specie possono essere sia monocarpiche che policarpiche e con almeno un singolo, elongato internodo. Gli steli sono talvolta provvisti (o sprovvisti) di fasci midollari e condotti secretori. Una particolarità è che l'embrione di queste piante consiste di due cotiledoni differenti in dimensione (microcotiledone e macrocotiledone), mentre normalmente nelle dicotiledoni i due cotiledoni sono più o meno simili.

### Foglie
Le foglie, poche o tante, hanno forme e dimensioni diverse, spesso con strutture sottili e delicate. In alcuni casi le lamine hanno delle forme oblique. In alcune specie le foglie sono disposte a due a due, e normalmente le due foglie che formano il paio sono simili, ma spesso possono essere di dimensioni diverse e una delle due può essere talmente ridotta sino a divenire un organo stipoliforme.

### Infiorescenze
Le infiorescenze sono per lo più formate da copie di fiori emergenti dalle ascelle del fogliame; oppure sono delle cime tirsoidi o racemi sottesi da foglie trasformate in brattee. Nelle infiorescenze non sono presenti bratteole.

### Fiori
I fiori sono ermafroditi, zigomorfi (raramente sono attinomorfi) e tetraciclici (ossia formati da 4 verticilli: calice– corolla – androceo – gineceo) e più o meno pentameri (ogni verticillo ha 5 elementi).
- Formula fiorale:

* K (5), [C (2 + 3), A (2 + 2 + 1)], G (2), supero/infero, capsula/bacca.
- Il calice, gamosepalo, è composto da 5 sepali connati; è più o meno aderente all'ovario.

- La corolla, gamopetala, è composta da 5 petali connati, embricati e raggruppati in modo bilabiato (due petali per un labbro e tre petali per l'altro). Spesso è provvista di una parte basale tubolare (o imbutiforme o campanulata).

- L'androceo è formato da 2 o 4 stami fertili (se gli stami sono 4 sono di tipo didinamo); spesso adnati alla corolla (epipetali). Le antere sono saldate a copie o tutte insieme (coerenti).[7] Le teche delle antere in genere sono divaricate oppure parallele; la deiscenza è quasi sempre longitudinale. Può essere presente uno o più staminoidi. Il nettario ha la forma di un anello o di una cupola. I granuli pollinici in genere sono tricolporati o (raramente) tricolpati.[10]

- Il gineceo ha un ovario bicarpellare con forme globose o ovoidi oppure allungate, spesso lungo-cilindriche ed può essere più corto del calice; il tipo di ovario è uniloculare con quattro placente triangolari anche con forme lamelliformi oppure da ricurve a revolute, oppure è biloculare con 2 o 4 placente assili. In questo gruppo l'ovario è supero. Lo stilo è snello con un stigma poco appariscente di tipo capitato o leggermente bilobo. Gli ovuli sono numerosi per ogni loculo, e sono di tipo anatropo oppure emitropo (con nocella ricurva), ed hanno un solo tegumento e sono tenuinucellati. I cotiledoni sono asimmetrici.[11]

### Frutti
I frutti sono delle capsule con forme da allungate a lunghe a volte contorte oppure ovoidi o globose, più piccole del calice. La consistenza è secca (raramente sono carnose). La deiscenza è varia, ma normalmente è setticida (raramente è loculicida); sono presenti anche frutti indeiscenti. I semi sono piccoli (l'endosperma può essere presente come no); spesso è presente una testa ornamentale di cellule; in pochi generi sono presenti alcune appendici filiformi.

## Biologia
Le specie di questo raggruppamento si riproducono per impollinazione tramite insetti (impollinazione entomogama) o uccelli (impollinazione ornitogama). .
La dispersione dei semi avviene inizialmente a causa del vento (dispersione anemocora); una volta caduti a terra sono dispersi soprattutto da insetti tipo formiche (mirmecoria). Altre dispersioni sono possibili come ad esempio i semi pelosi del genere Aeschynanthus hanno contribuito alla dispersione attraverso il Pacifico meridionale; un altro gruppo di generi hanno dei frutti a forma di spirale contorta e liberano i semi gradualmente nel tempo facilitando così la loro dispersione.

## Distribuzione e habitat
La distribuzione delle specie di questa sottofamiglia è relativa al Vecchio Mondo, soprattutto Asia (e Malaysia) con alcune specie in Africa (Madagascar), Nuova Guinea, Australia, areale del Pacifico e America Centrale (una specie).

## Tassonomia
La famiglia Gesneriaceae comprende 152 generi con circa 3500 specie, distribuite soprattutto nell'area tropicale e subtropicale tra il Vecchio e Nuovo Mondo La famiglia è suddivisa in tre sottofamiglie.

### Tribù
La sottofamiglia si compone di due tribù, 73 generi e circa 1900 specie:
- Epithemateae Reveal, 2012 con 7 generi e circa 70 specie.
- Trichosporeae Nees, 1825 con 66 generi con circa 1800 specie.

### Filogenesi

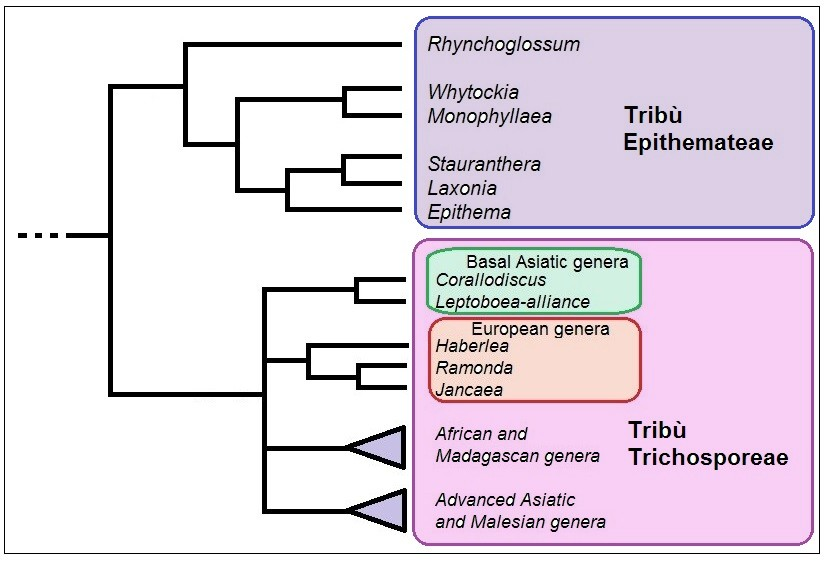
Cladogramma della sottofamiglia

La posizione tassonomica di questo gruppo è ancora incerta. Con le ultime ricerche di tipo filogenetico ha acquisito la posizione tassonomica di sottofamiglia con due tribù; ma mentre la tribù Epithemateae è un clade fortemente sostenuto (ossia è monofiletica) e compatto nel suo insieme, la tribù Trichosporeae è un amalgama di tribù tradizionalmente definite, ma che nelle ultime analisi di tipo filogenetico si sono dimostrate parafiletiche. In descrizioni precedenti le specie di questo gruppo era compreso nelle Cyrtandroideae.

## Usi
L'impiego di queste piante è soprattutto nel giardinaggio decorativo.

## Alcune specie

### Tribù Epithemateae

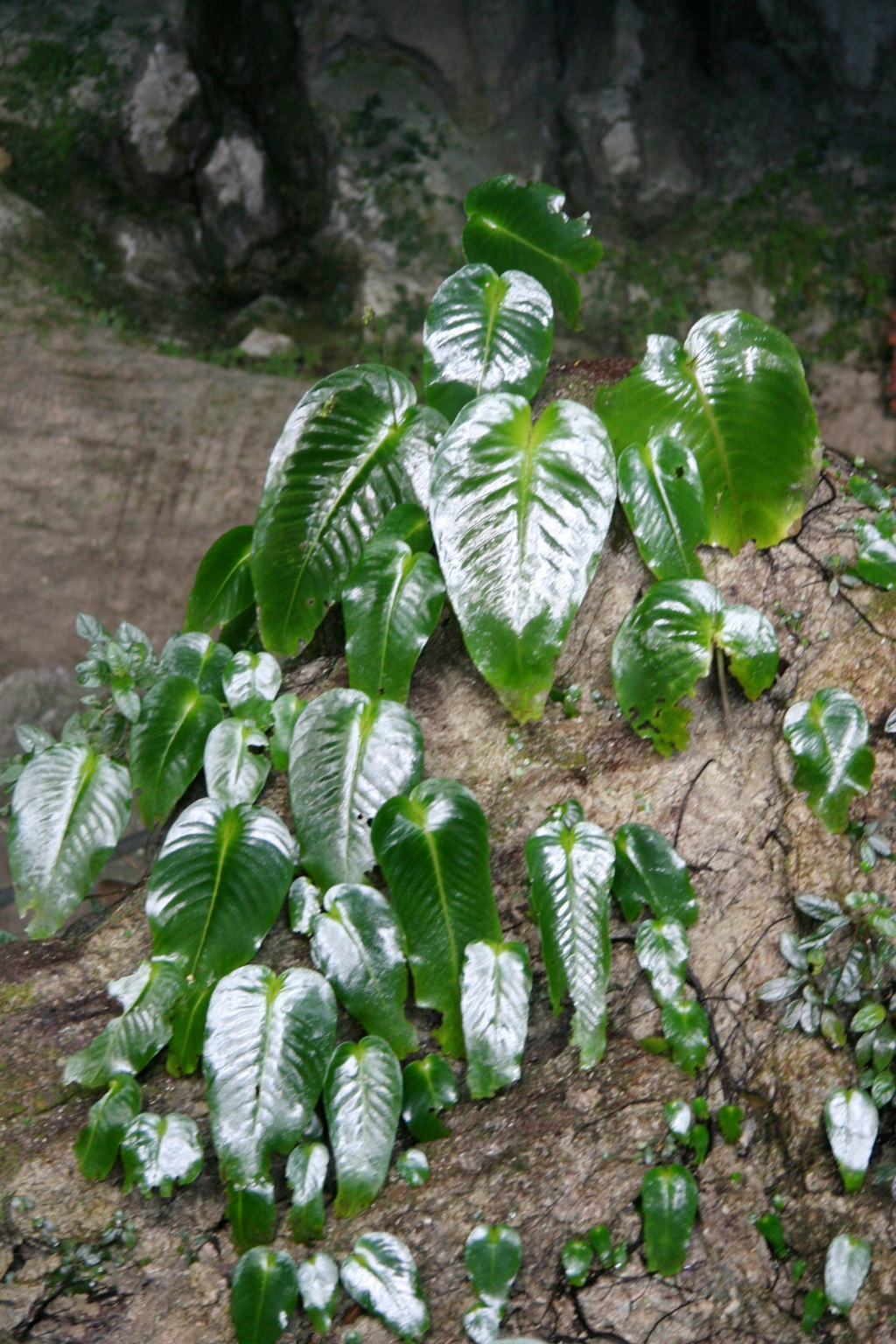
Monophyllaea glauca
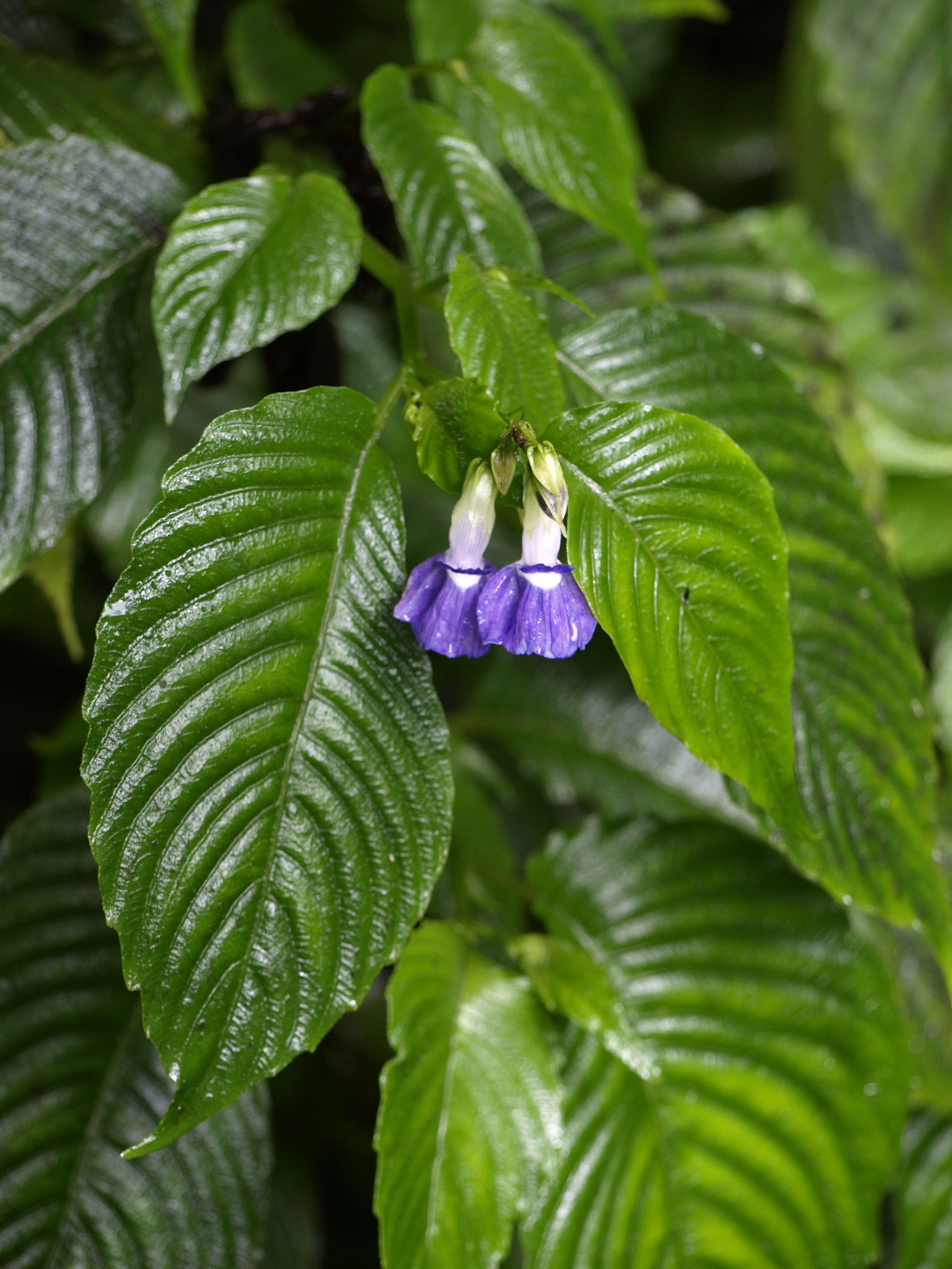
Rhychoglossum azureum
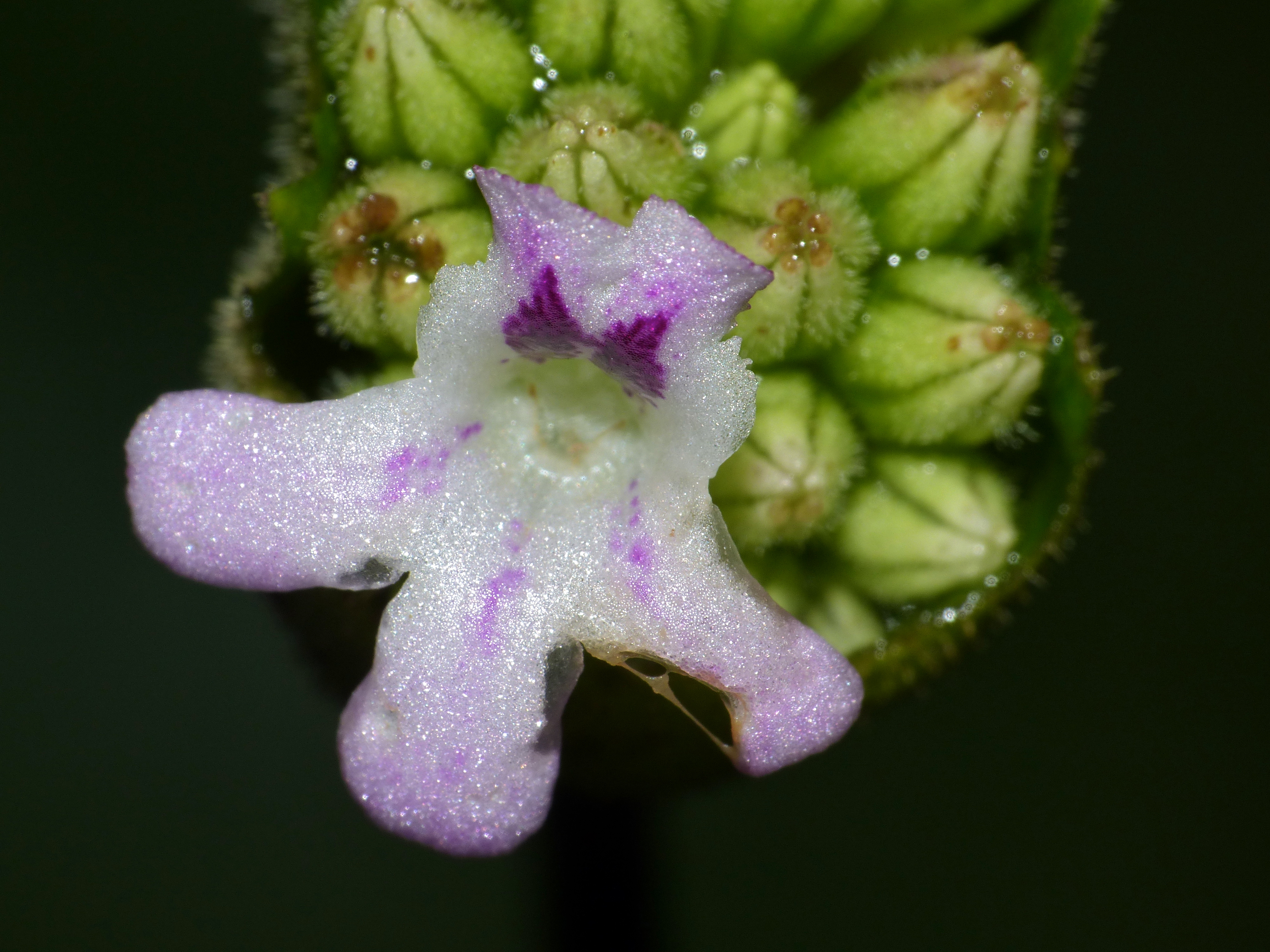
Epithema sarawakense

### Tribù Trichosporeae

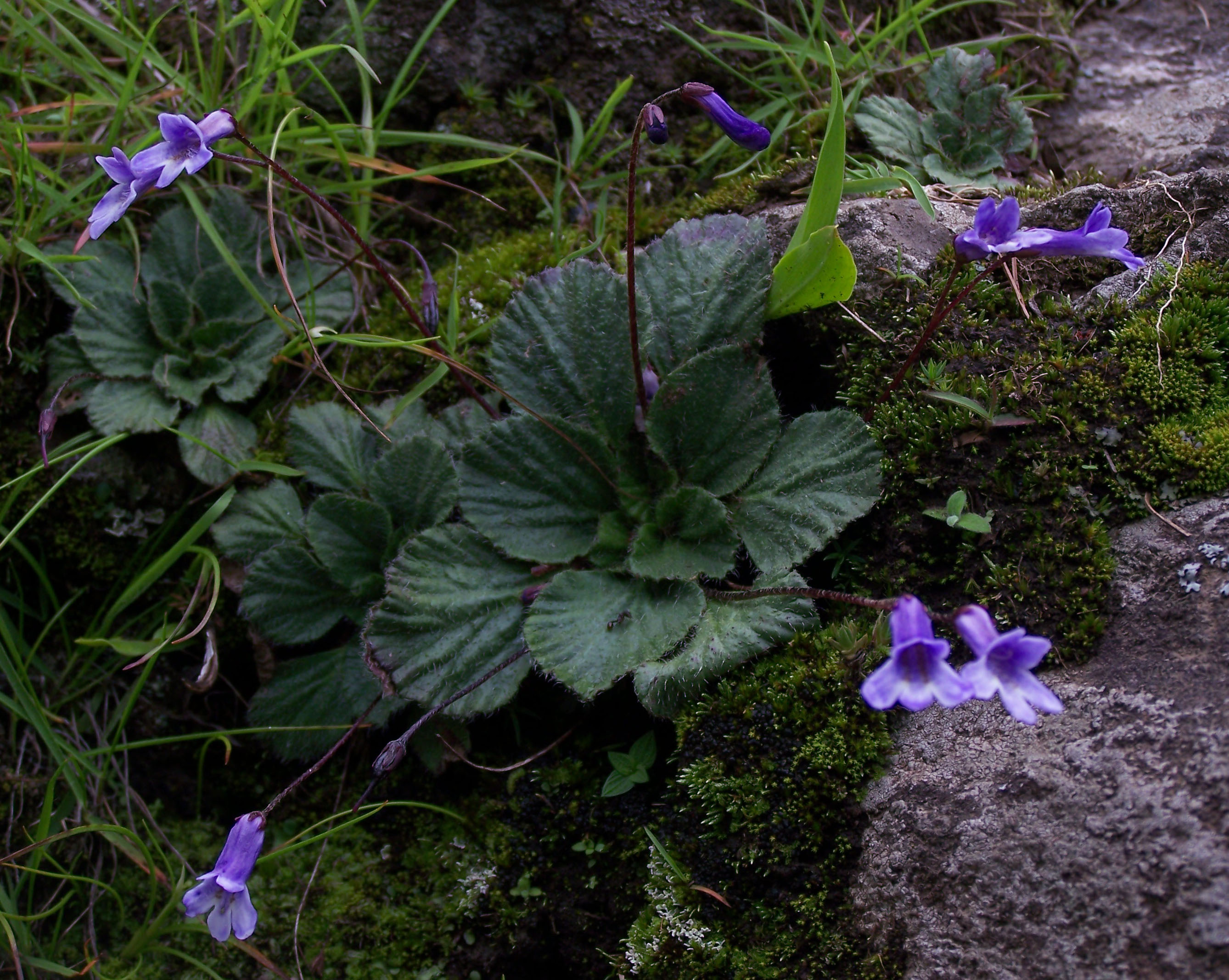
Corallodiscus lanuginosus
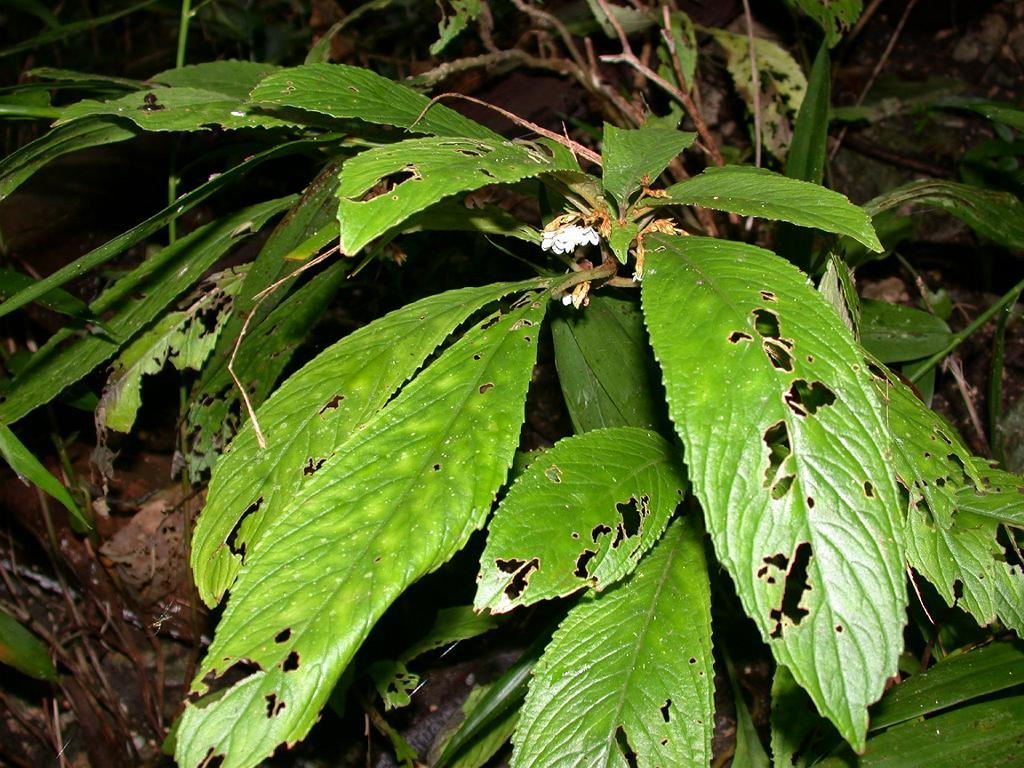
Rhynchotechum discolor
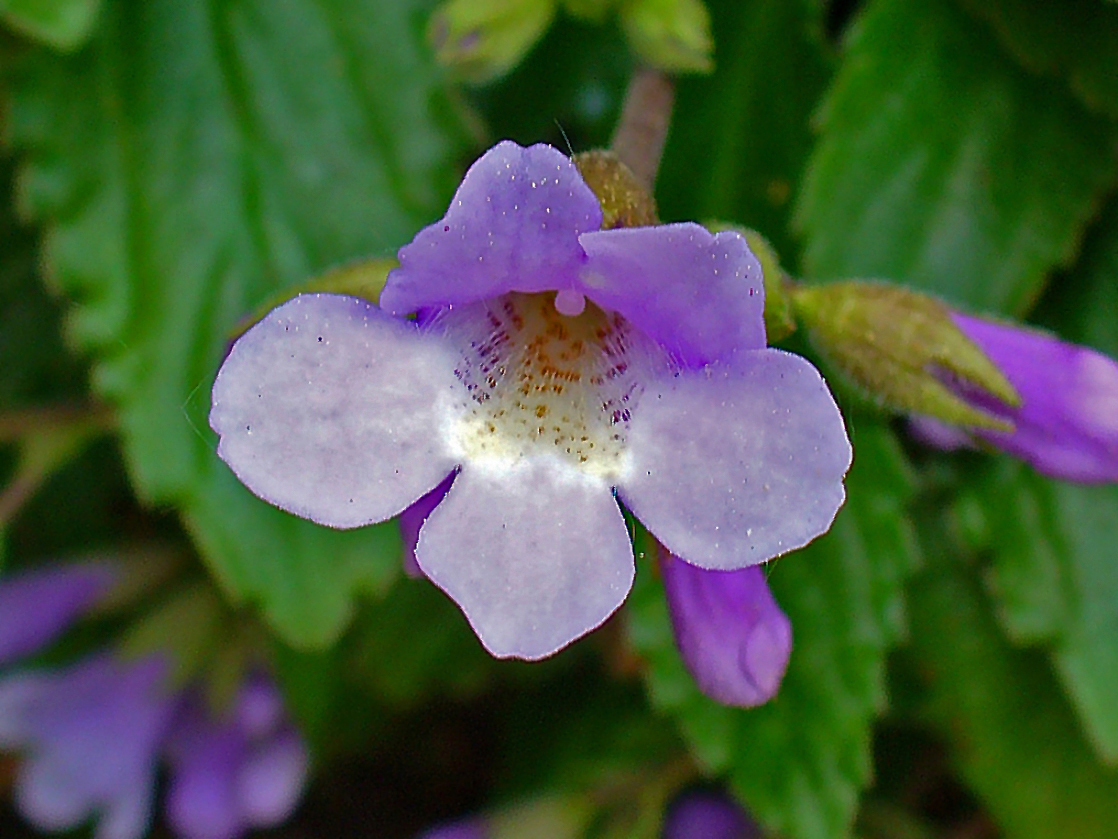
Haberlea rhodopensis
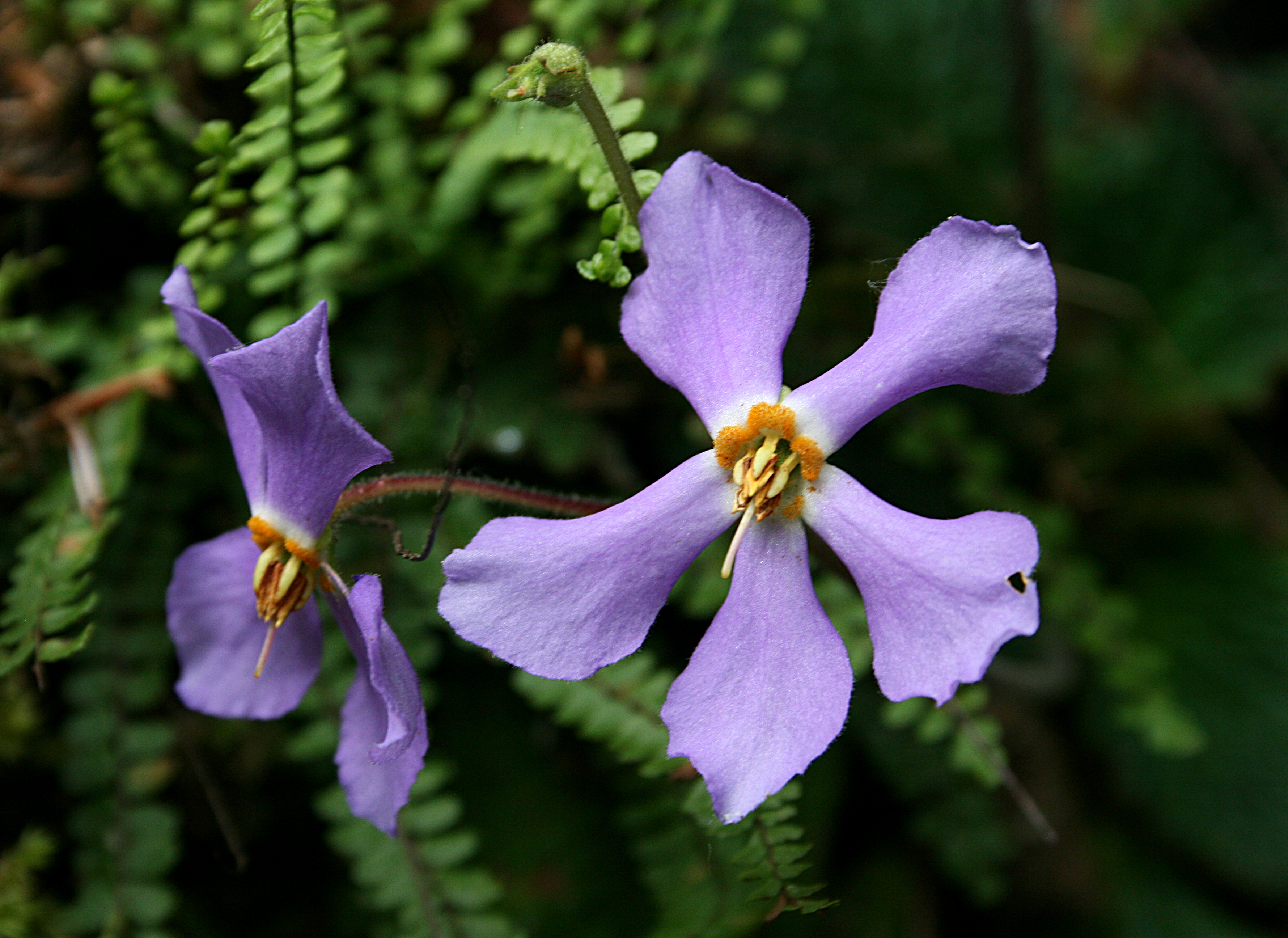
Ramonda myconi
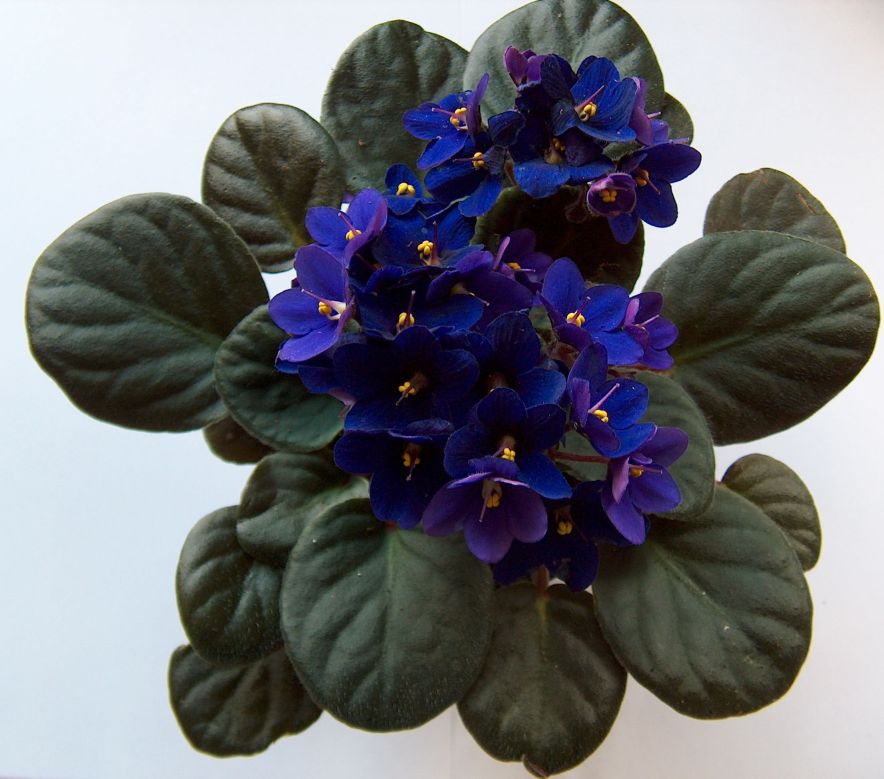
Streptocarpus ionanthus
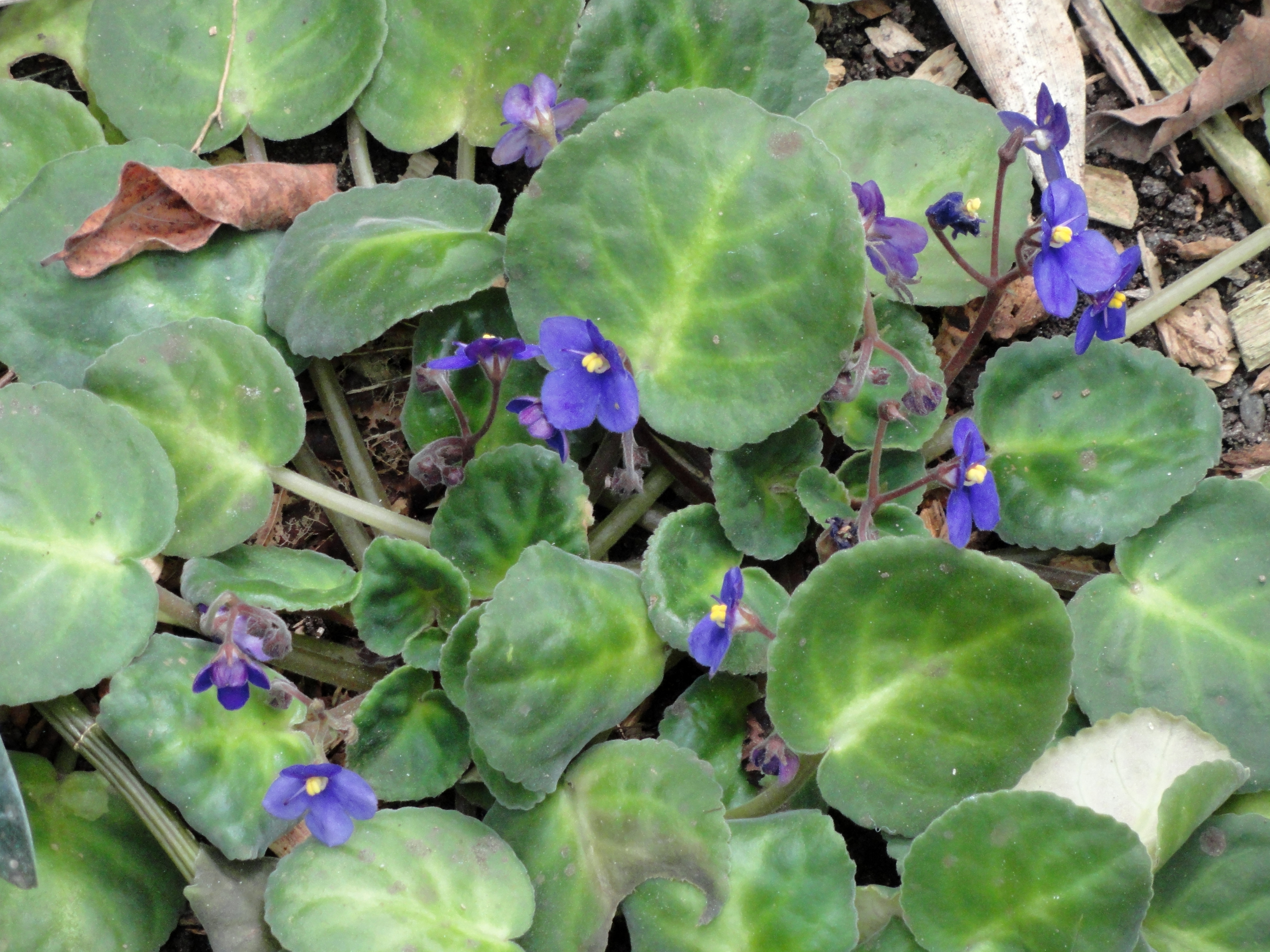
Streptocarpus brevipilosus
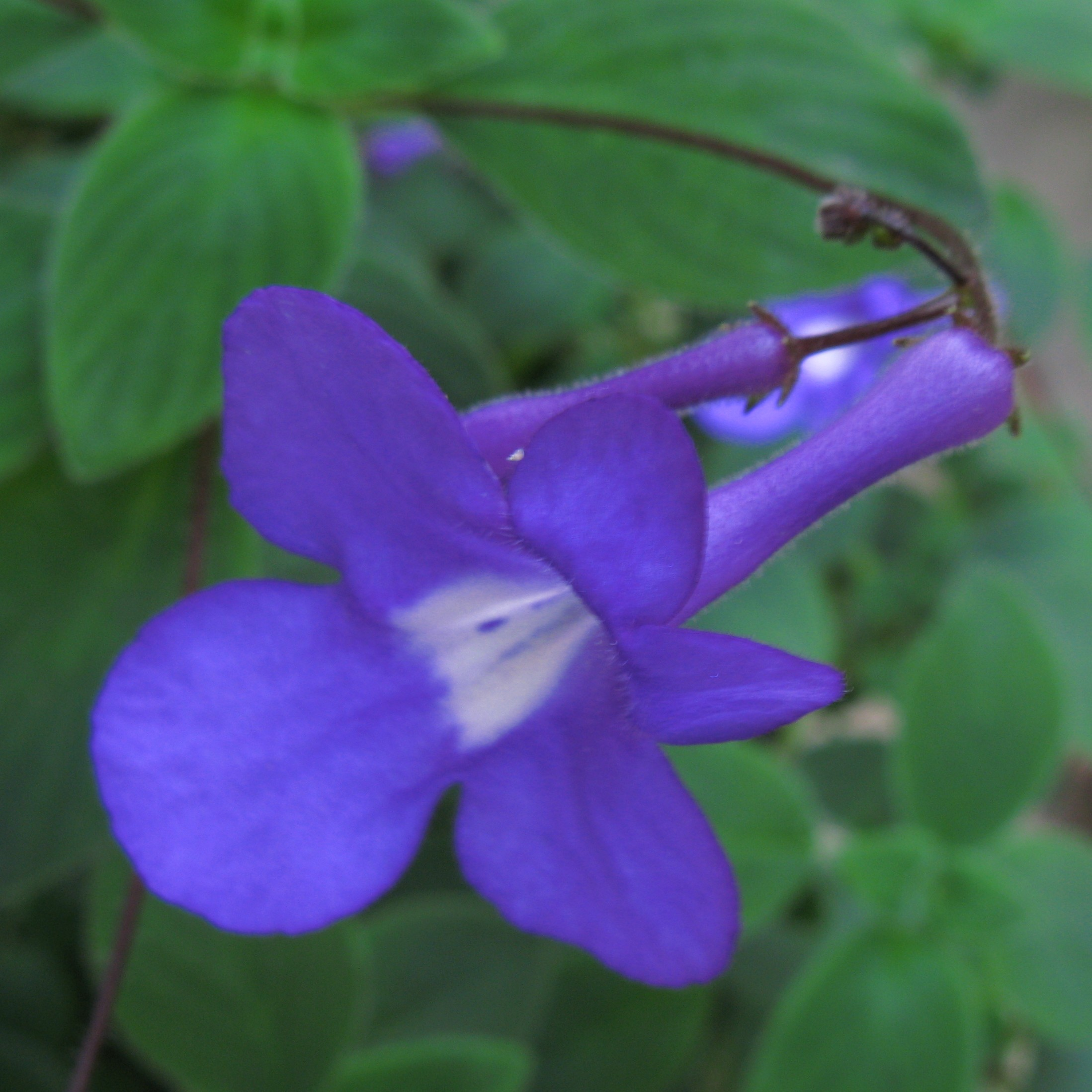
Streptocarpus caulescens
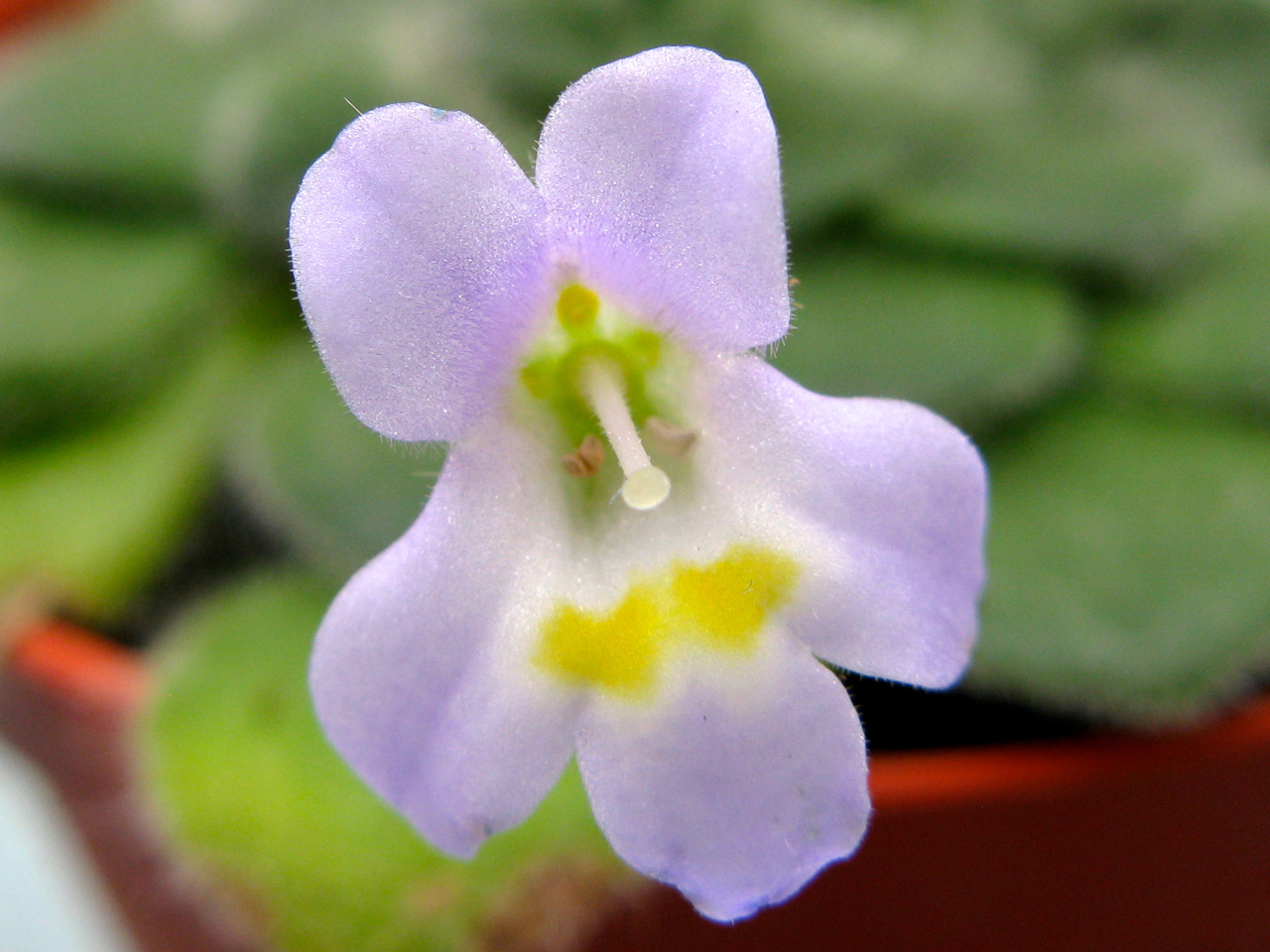
Petrocosmea forrestii
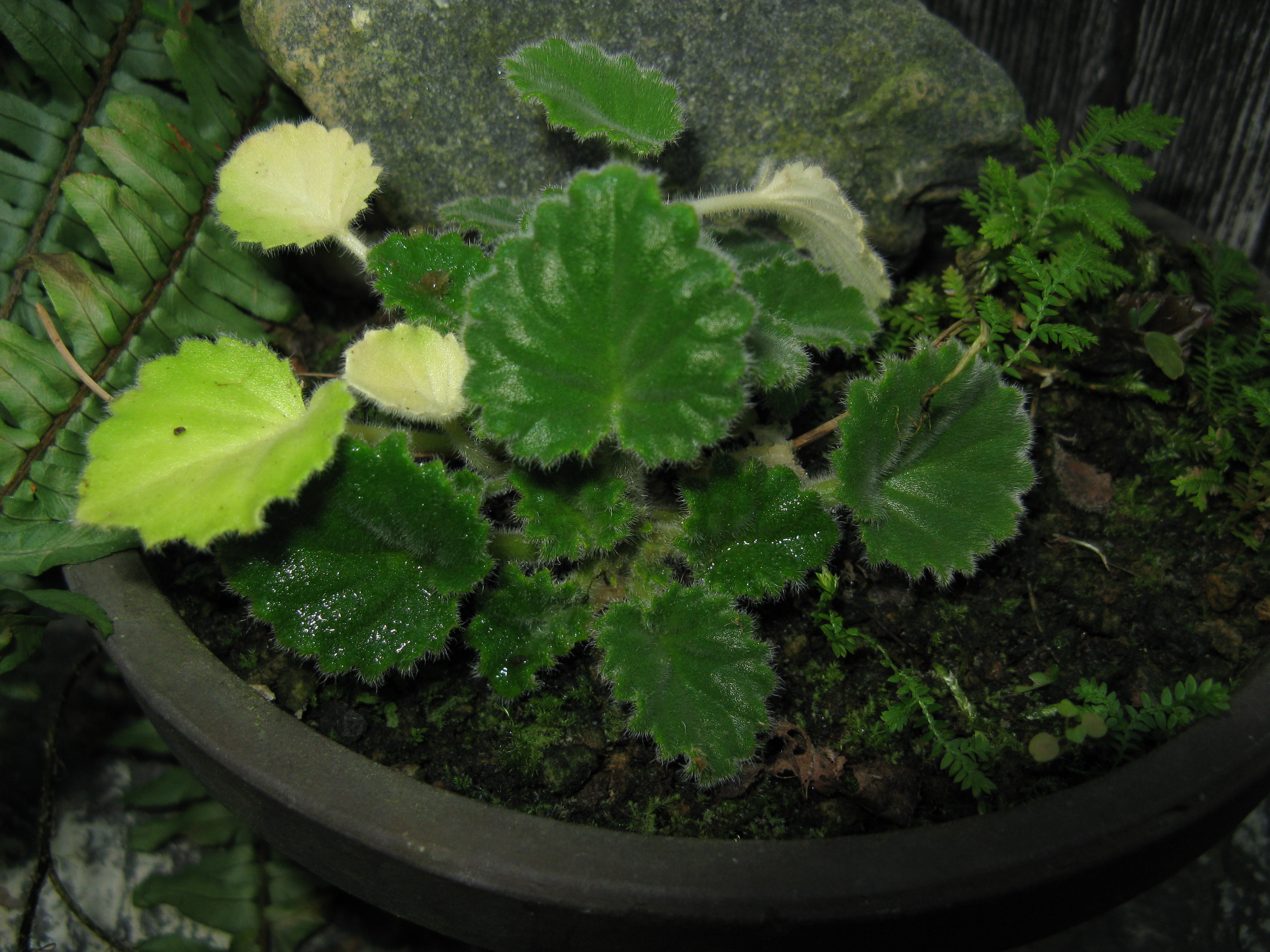
Opithandra primuloides
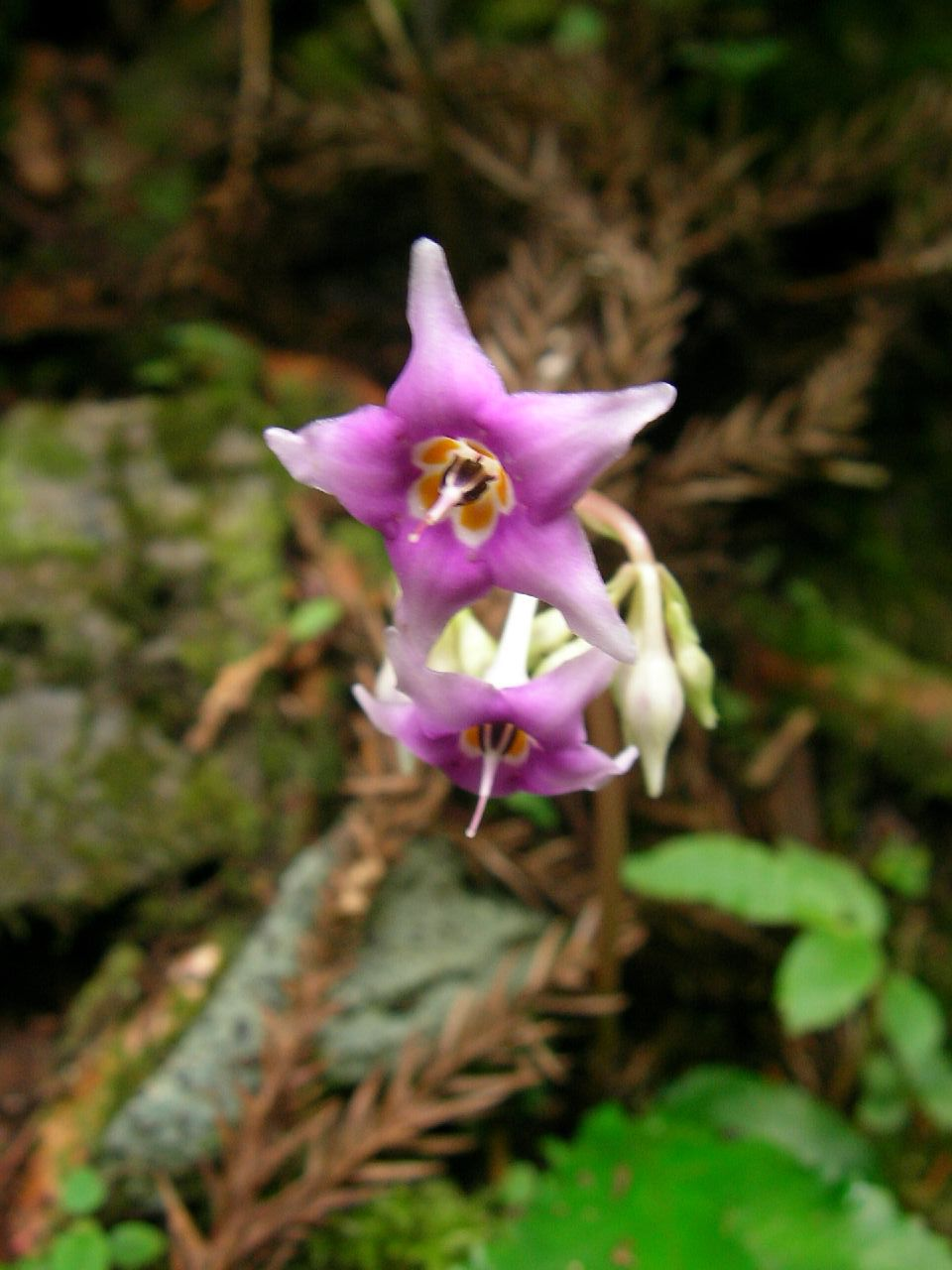
Conandron ramondioides
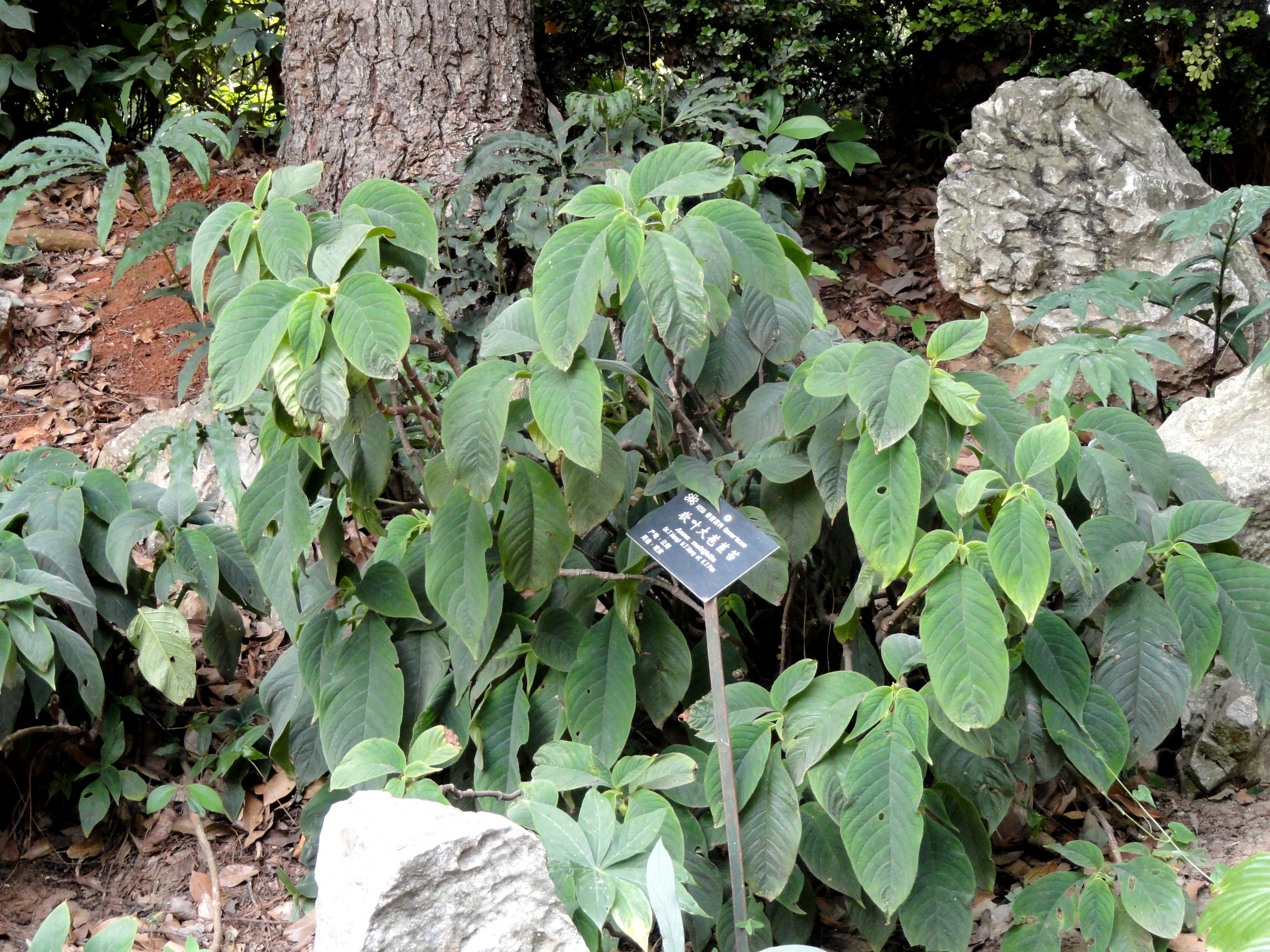
Anna mollifolia
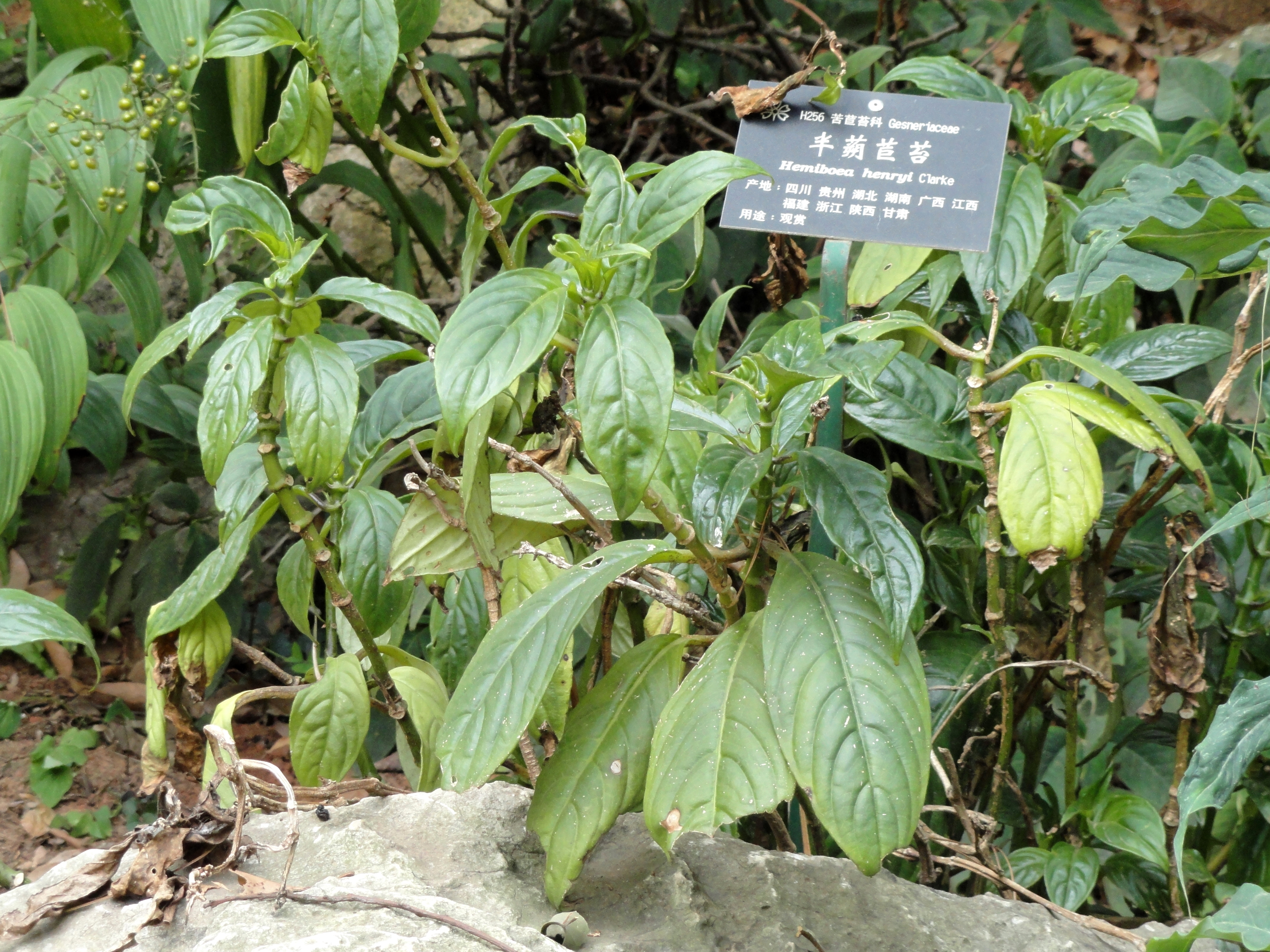
Hemiboea subcapitata
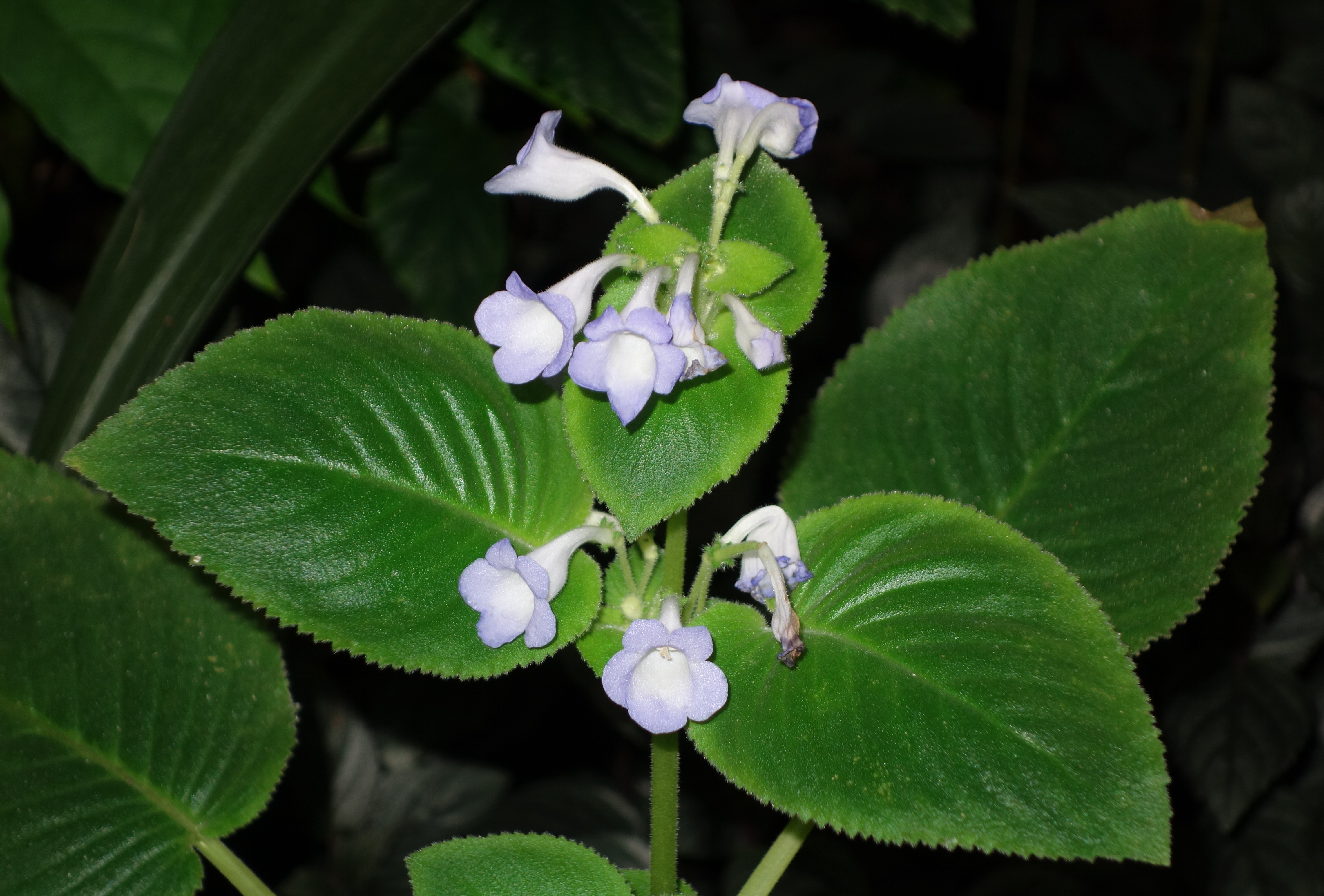
Chirita lavandulacea
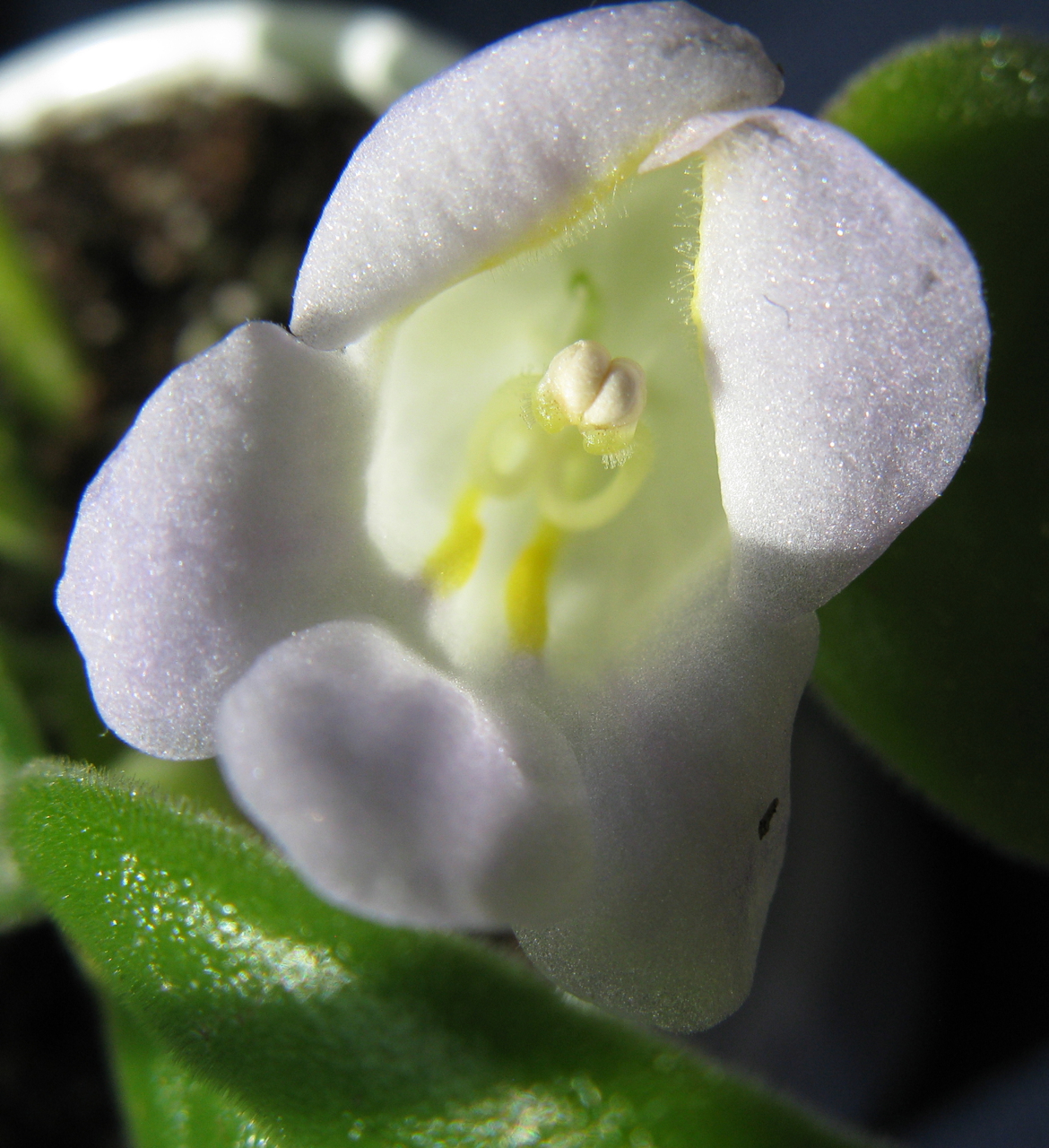
Chirita spadiciformis
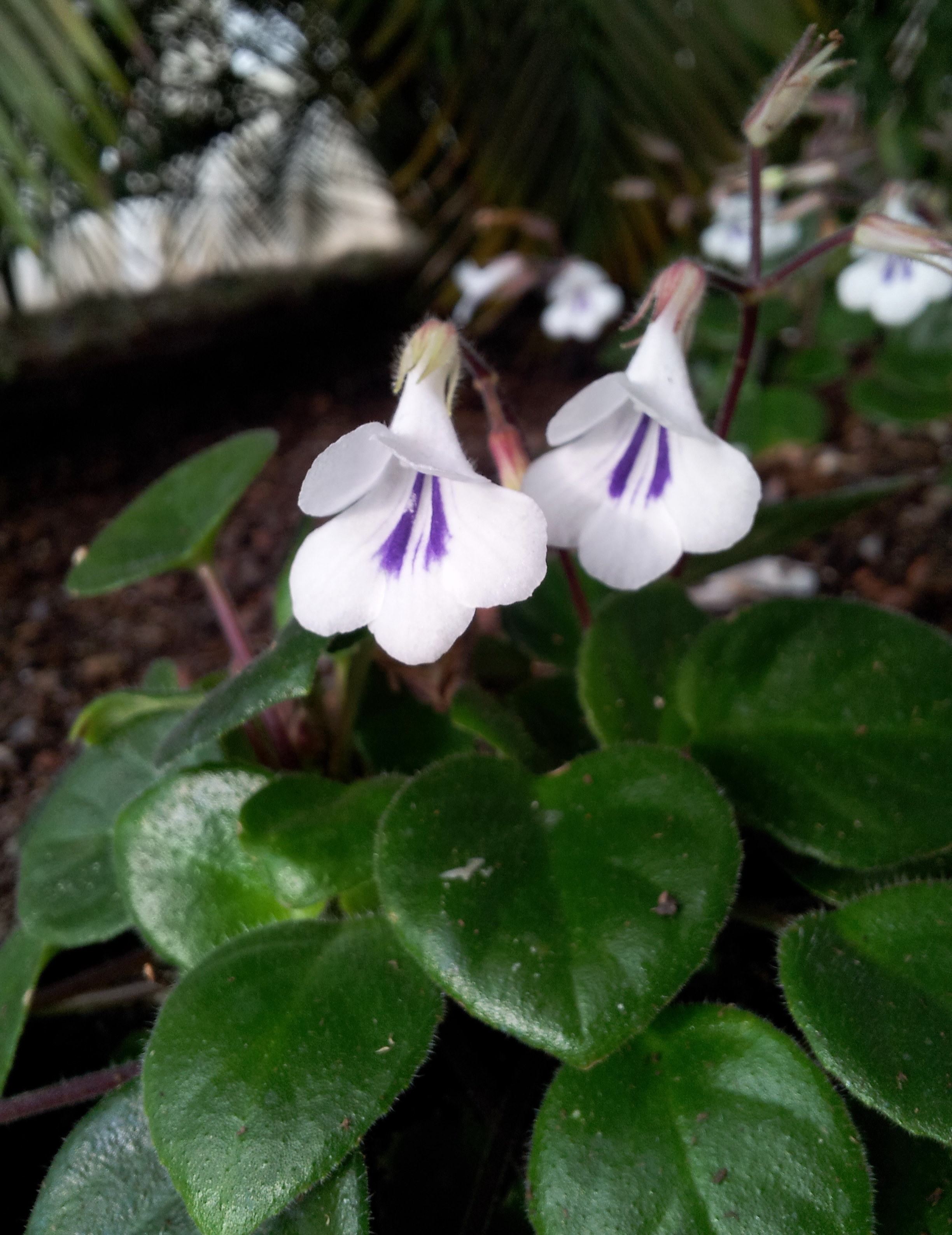
Chirita tamiana
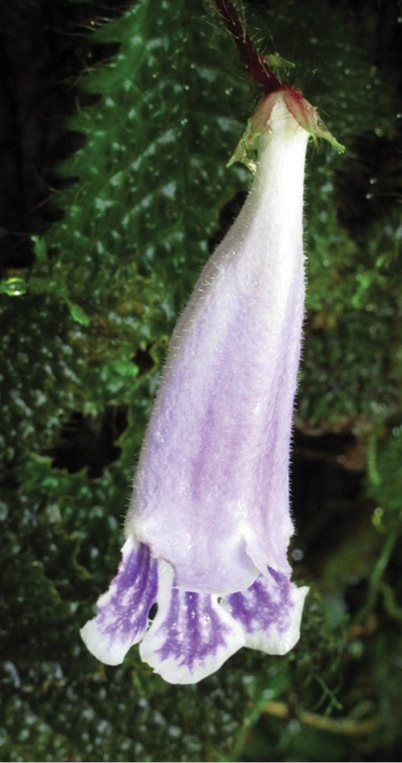
Ridleyandra chuana
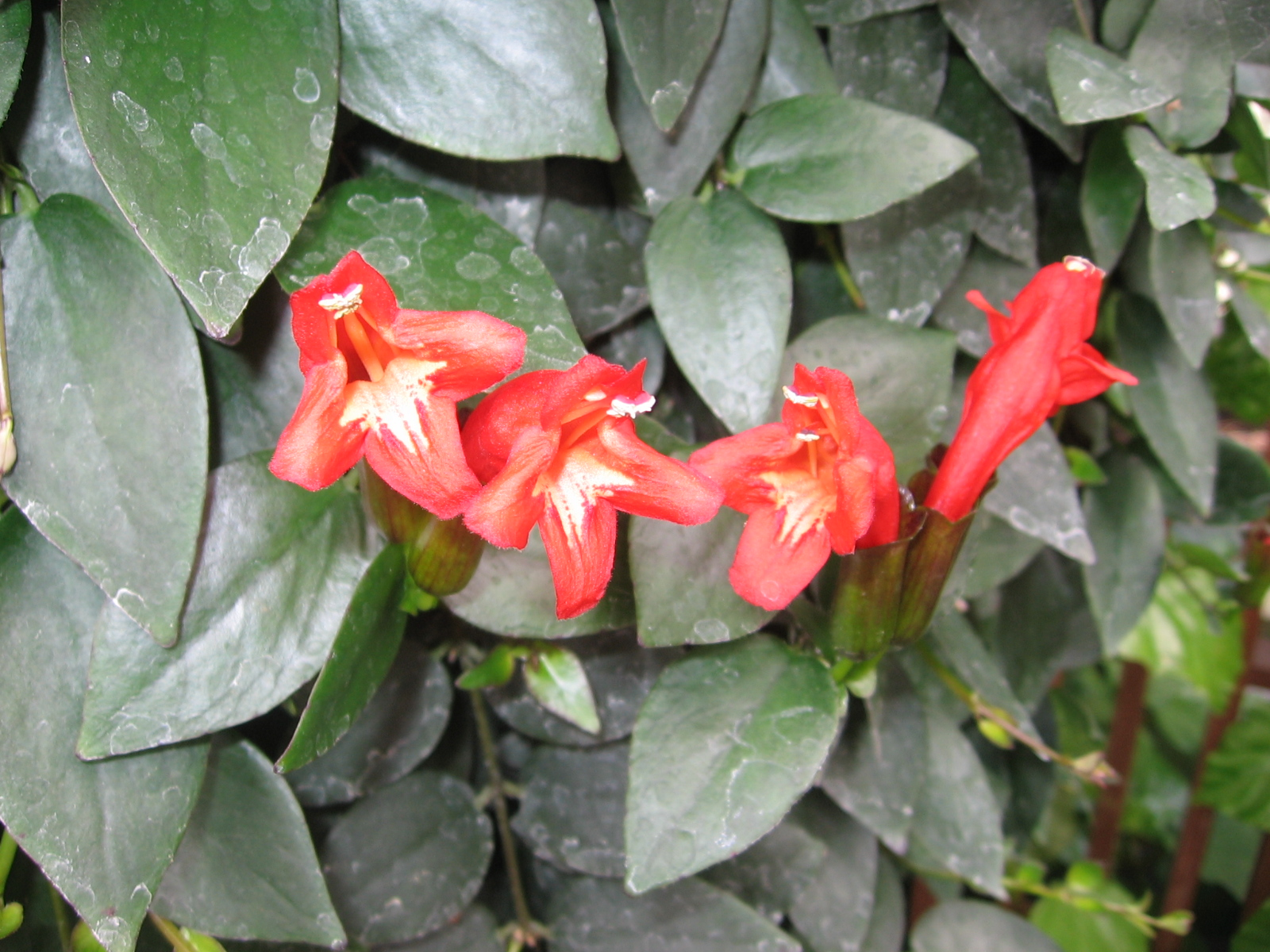
Aeschynanthus pulcher
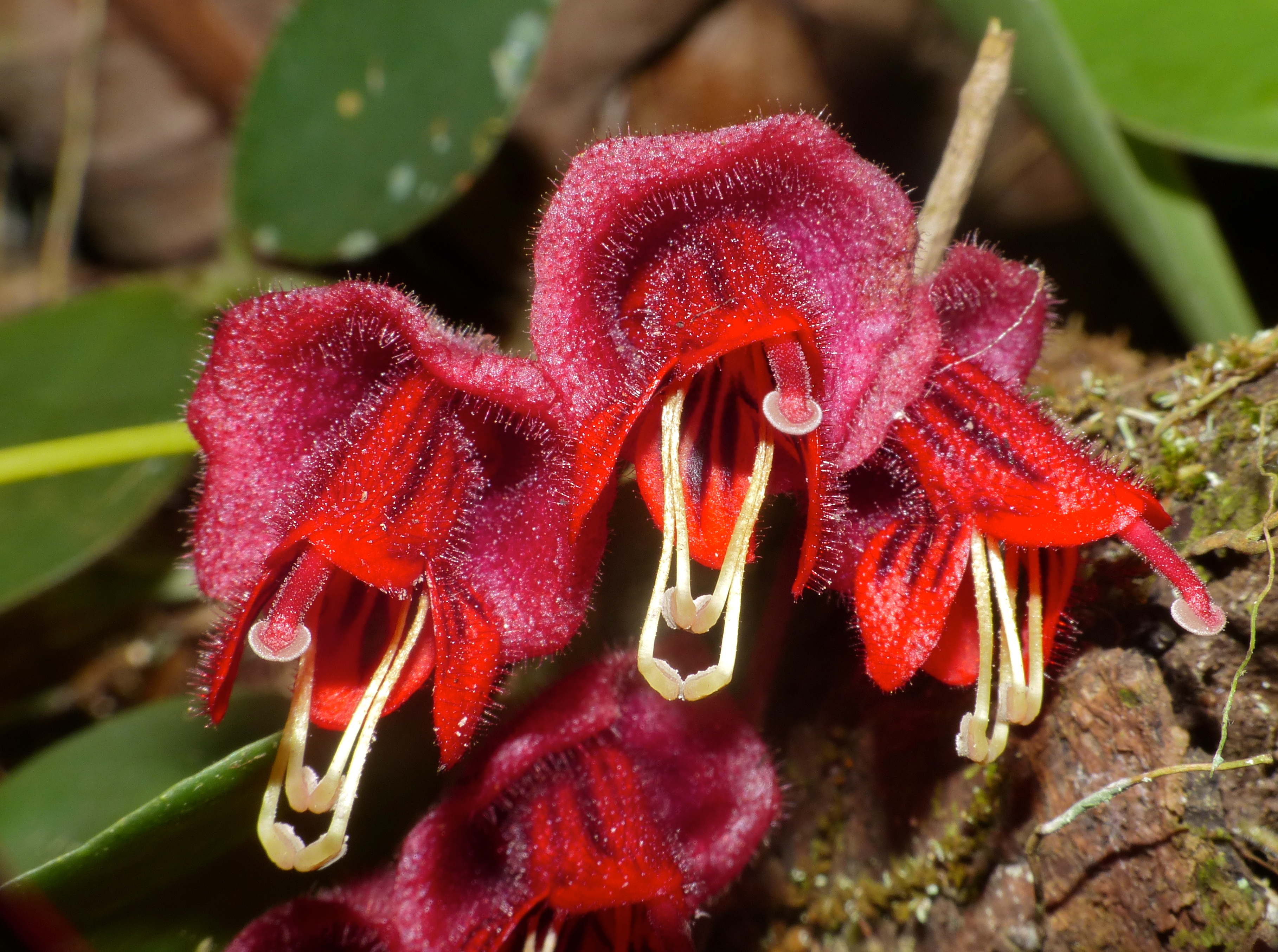
Aeschynanthus tricolor
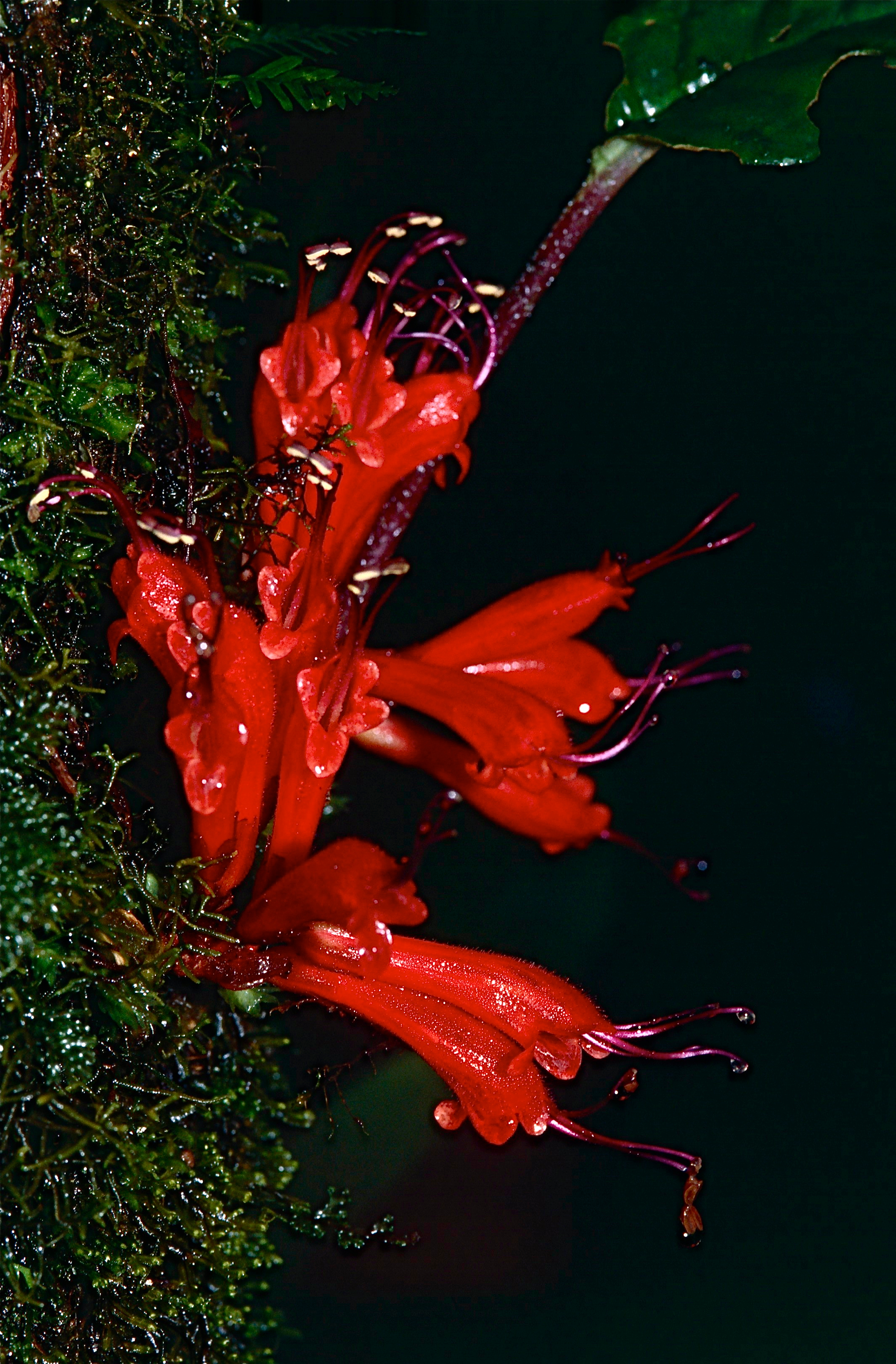
Agalmyla sp.
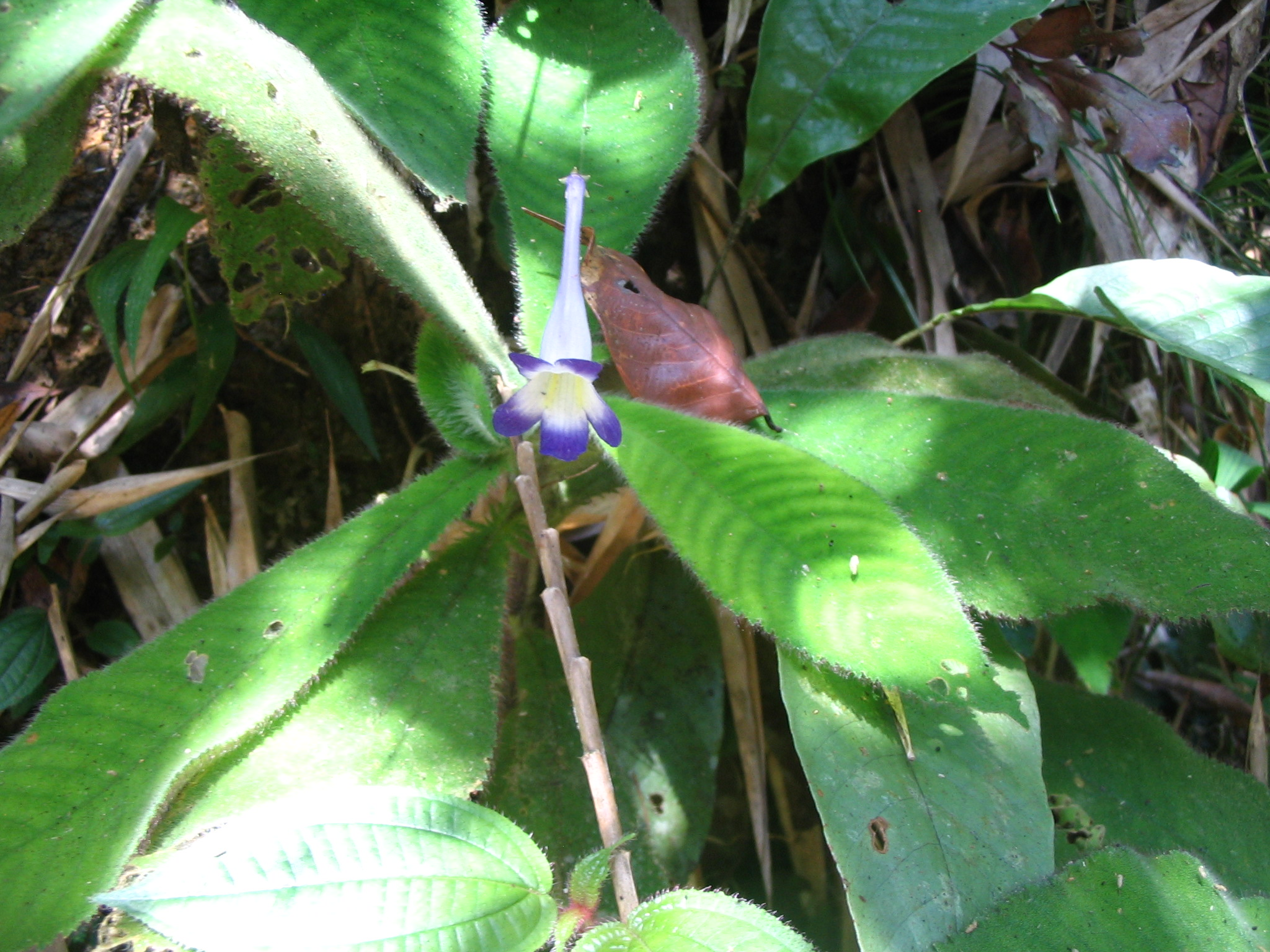
Henckelia quinquevulnera
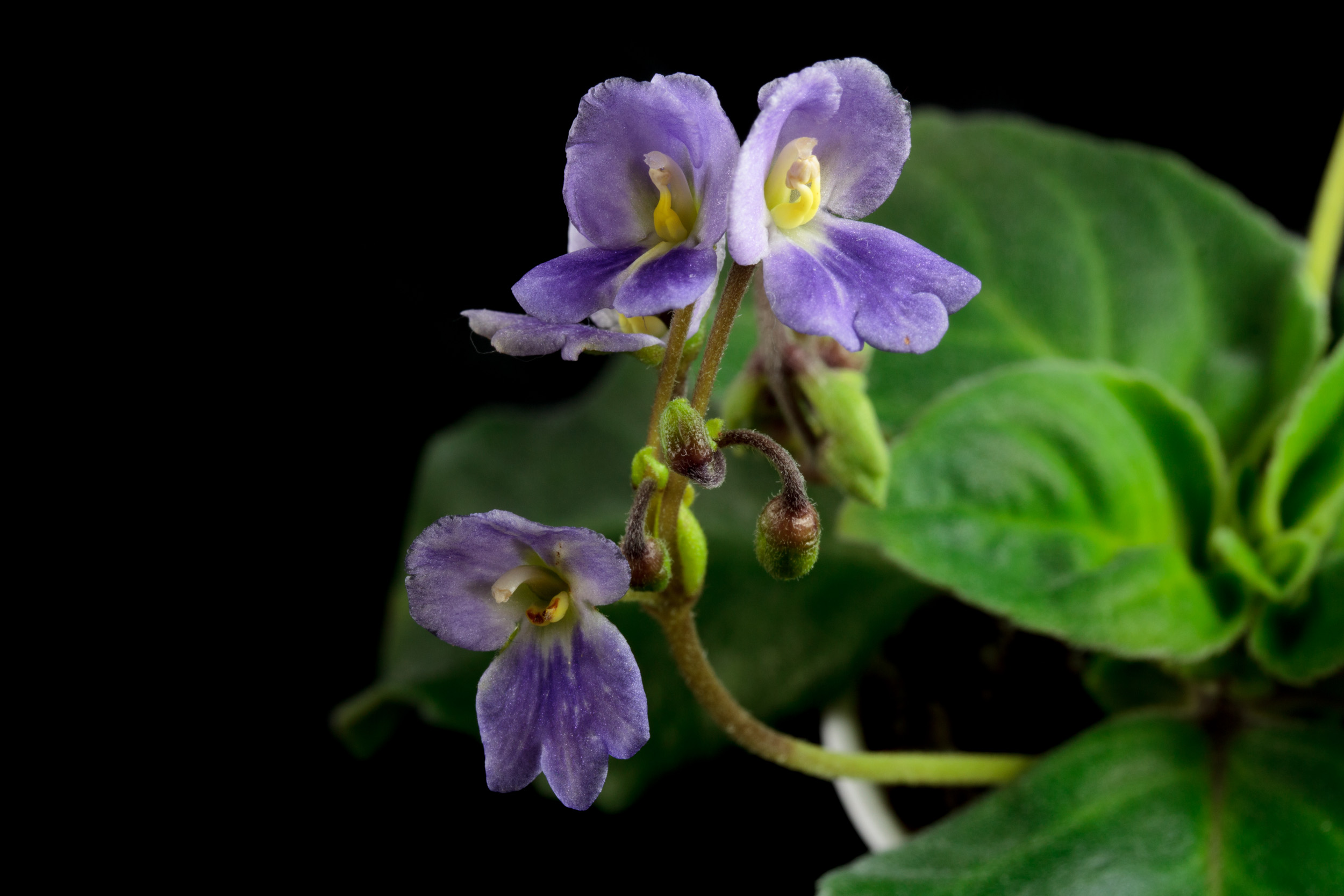
Boea hemsleyana
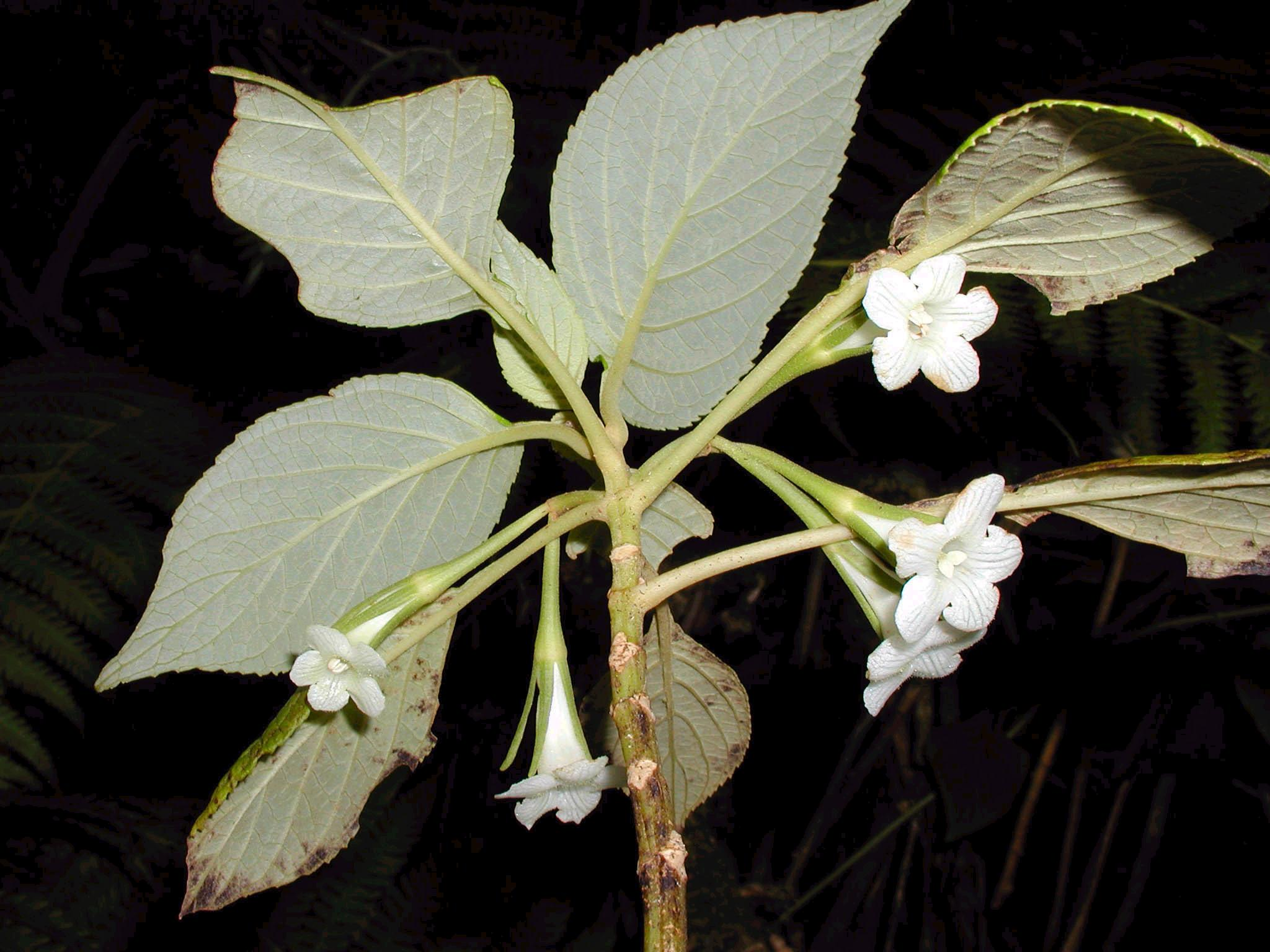
Cyrtandra gracilis